# Jeremy Leven
Pour les articles homonymes, voir Leven (homonyme).
Jeremy Leven est un scénariste, producteur et réalisateur américain, né en 1941 à South Bend, dans l'Indiana (États-Unis).

## Filmographie

### Scénariste
- 1985 : Creator
- 1986 : Playing for Keeps
- 1995 : Don Juan DeMarco
- 2000 : La Légende de Bagger Vance (The Legend of Bagger Vance)
- 2002 : Crazy as Hell
- 2003 : Alex et Emma (Alex & Emma)
- 2004 : N'oublie jamais (The Notebook)
- 2009 : Hors du temps (The Time Traveler’s Wife)
- 2011 : Real Steel

### Producteur
- 2003 : Alex et Emma (Alex & Emma)

### Réalisateur
- 1995 : Don Juan DeMarco
- 2013 : Girl on a Bicycle